# 1. divisjon i fotboll för herrar 1987
 1. divisjon i fotboll för herrar 1987 var Norges högsta division i fotboll för herrar säsongen 1987 och löpte från 2 maj till 10 oktober 1987. Serien spelades i 22 omgångar. De två lägst placerade lagen åkte ur, medan tredje lägst placerade laget tvingades kvala mot de två grupptvåorna från 2. divisjon 1987. Vinst gav tre poäng, oavgjort en. Serien vanns av Moss som vann seriefinalen över med Molde 2-0.
Detta var första gången som tre poäng delades ut för seger i en match. Om en match slutade oavgjort hade fick straffsparksläggning avgöra. Laget som gick segrande ur den fick två poäng, och förlorarlaget fick en poäng, för oavgjort. Den längsta straffsparksläggningen inträffade den 2 september 1987, i omgång 19, då Mjøndalen slog Brann med 12–11 efter 1–1 i full tid.
Bryne deltog i minst antal straffsparksläggningar, en, och Rosenborg deltog i flest sådana, totalt elva stycken.

## Slutställning
|    |                 | S  | V  | Us | Ut | T  | +  | -   | P  |
| -- | --------------- | -- | -- | -- | -- | -- | -- | --- | -- |
| 1  | Moss            | 22 | 13 | 2  | 1  | 6  | 44 | -30 | 44 |
| 2  | Molde           | 22 | 11 | 3  | 2  | 6  | 27 | -20 | 41 |
| 3  | Kongsvinger     | 22 | 9  | 4  | 4  | 5  | 32 | -22 | 39 |
| 4  | Rosenborg       | 22 | 8  | 4  | 7  | 3  | 33 | -25 | 39 |
| 5  | Bryne           | 22 | 11 | 0  | 1  | 10 | 32 | -27 | 34 |
| 6  | Tromsø          | 22 | 5  | 7  | 2  | 8  | 19 | -31 | 31 |
| 7  | Vålerenga       | 22 | 8  | 1  | 4  | 9  | 26 | -27 | 30 |
| 8  | Brann           | 22 | 7  | 3  | 3  | 9  | 25 | -28 | 30 |
| 9  | Lillestrøm      | 22 | 7  | 3  | 2  | 10 | 22 | -21 | 29 |
| 10 | Hamarkameratene | 22 | 7  | 3  | 2  | 10 | 27 | -34 | 29 |
| 11 | Mjøndalen       | 22 | 6  | 2  | 3  | 11 | 26 | -34 | 25 |
| 12 | Start           | 22 | 6  | 2  | 3  | 11 | 30 | -44 | 25 |

S: Spelade matcher, V: Vinster, Os: Oavgjort med seger i straffläggning, Of: Oavgjort med förlust i straffläggning, F: förluster, +: Gjorda mål, -: Insläppta mål

## Skytteligan
- 18 mål:
  -  Jan Kristian Fjærestad, Moss
- 11 mål:
  -  Cato Holtet, Kongsvinger
- 10 mål:
  -  Jan Åge Fjørtoft, Ham-Kam
- 9 mål:
  -  Andre Nieuwlaat, Rosenborg
  -  Geir Henæs, Moss
  -  Børre Meinseth, Bryne
- 8 mål:
  -  Carsten Bachke, Moss
  -  Arne Larsen Økland, Bryne
- 7 mål:
  -  Sten Glenn Håberg, Lillestrøm
  -  Arnfinn Engerbakk, Kongsvinger
  -  Gøran Sørloth, Rosenborg
  -  Kjetil Rekdal, Molde
  -  Jan Berg, Molde

## Kval
- Lyn – Djerv 1919 0–1
- Hamarkameratene – Lyn 1–1
- Djerv 1919 – Hamarkameratene 3–0

### Tabell
|   |                 | S | V | O | F | + | -   | P |
| - | --------------- | - | - | - | - | - | --- | - |
| 1 | Djerv 1919      | 2 | 2 | 0 | 0 | 4 | – 0 | 6 |
| 2 | Lyn             | 2 | 0 | 1 | 1 | 1 | – 2 | 1 |
| 3 | Hamarkameratene | 2 | 0 | 1 | 1 | 1 | – 4 | 1 |

S: Spelade matcher, V: Vinster, O: Oavgjort, F: Förluster, +: Gjorda mål, -: Insläppta mål